# Incidente dell'Antonov An-12 di Trans Air Congo del 2011
Il 21 marzo 2011, un Antonov An-12 di Trans Air Congo, non idoneo alla navigazione, precipitò in un quartiere densamente popolato di Pointe Noire, nella Repubblica del Congo, mentre era in fase di avvicinamento finale. Tutti e nove gli occupanti dell'aereo e 19 persone a terra rimasero uccise. Altre quattordici persone a terra rimasero ferite.

## L'aereo
Il velivolo coinvolto era un Antonov An-12 di fabbricazione sovietica con immatricolazione congolese TN-AGK. Era equipaggiato con quattro motori a turboelica Ivchenko AI-20. Costruito nel 1963, l'aereo non era più idoneo al volo, secondo un elenco pubblicato nel 2006 dall'Organizzazione Internazionale dell'Aviazione Civile.

## L'incidente
L'Antonov An-12 stava effettuando un volo cargo nazionale da Brazzaville all'aeroporto di Pointe Noire, nella Repubblica del Congo. Intorno alle 15:30 ora locale del 21 marzo (14:30 UTC), mentre era in fase di avvicinamento finale alla pista 17 dell'aeroporto, l'aereo si ribaltò e precipitò al suolo nel quartiere Mvoumvou di Pointe Noire. Le condizioni meteorologiche in quel momento erano buone. Secondo l'ambasciata russa, il volo aveva tentato un ammaraggio di emergenza in mare, ma non era riuscito a farlo.
A bordo, oltre a 4 membri dell'equipaggio, l'ambasciata russa nel paese riferì che erano presenti anche 5 passeggeri saliti illegalmente sul velivolo. L'uso dell'Antonov An-12 per il trasporto di passeggeri è vietato nella Repubblica del Congo.
Un video dell'incidente mostra l'Antonov rollare a destra e precipitare al suolo in picchiata. Nel video, l'An-12 sembra essere correttamente configurato per l'atterraggio, con il carrello e i flap estesi, ma solo i motori n. 1 e n. 2 sembrano essere in funzione, con il caratteristico fumo. Un guasto di entrambi i motori sulla stessa ala per il tipo di aereo coinvolto potrebbe portare alla perdita di controllo, a causa del fatto che il timone non ha sufficiente autorità per contrastare la spinta asimmetrica.

## Le indagini
Il governo congolese istituì una commissione congiunta per indagare sull'incidente. I membri del comitato comprendevano membri del governo, della polizia e rappresentanti dell'industria aeronautica della Repubblica del Congo.